# Abdulsalami Abubakar
General Abdulsalami hadžija Abubakar (13. lipnja 1942.), 11. predsjednik Nigerije, umirovljeni general, i posljednji vojni vladar.
Rodio se u mjestu Minna, u muslimanskoj obitelji. Iz njegovog mjesta, potječe i njegov prethodnik Ibrahim Badamasi Babangida. U rodnom mjestu pohađao je osnovnu školu, a kasnije je nastavio te završio i fakultet.
Priključivši se vojsci, brzo se uspinjao po ljestvici. Predsjednik Nigerije bio je od 9. lipnja 1998. do 29. svibnja 1999. godine. Iako je njegova primarna zadaća bila tranzicija u civilnu i stabilnu demokratsku vlast, on se ipak ponašao na autoritarni način. Kršio je prava drugih, a podupirao je i vlast Sanija Abache.
Iako je na vlasti proveo vrlo kratko vrijeme, stvorio je novi Ustav i de facto formirao Četvrtu Republiku, a odstupio je na Dan demokracije kada je izabran Olusegun Obasanjo.
Neki ga smatraju odgovornim za smrt Moshooda Abiole, izabranog predsjednika nikad zaživjele Treće Republike, koji je umro poslije Abache.
Primio je mnogo uglednih stranih priznanja, a on i njegova žena Fati imaju šestero djece.